# Jammer ali blokator mobilnega telefona
Jammer ali blokator mobilnega telefona je naprava, ki namerno prenaša signale na istih radijskih frekvencah kot mobilni telefoni, kar moti komunikacijo med telefonom in bazno postajo mobilnega telefona, kar učinkovito onemogoča mobilne telefone v območju omejevalnika, kar preprečuje njihovo prekinitev, sprejemanje signalov in njihovo oddajanje. Jammerji se lahko uporabljajo na praktično vseh lokacijah, vendar se najdejo predvsem na mestih, kjer bi bil telefonski klic še posebej moteč, ker se pričakuje tišina, kot so npr. zabavni prostori.
Ker motijo delovanje zakonitih storitev mobilne telefonije, je uporaba takšnih blokirnih naprav nezakonita, zlasti brez licence. Med delovanjem takšne naprave blokirajo tudi dostop do storitev klicev v sili.